# باري ديتشبورن
باري ديتشبورن (بالإنجليزية: Barry Ditchburn)‏ هو متسابق دراجات نارية بريطاني معتزل. نافس في سباقات بطولة العالم لفئة 250 سي سي ولفئة 50 سي سي. كما شارك في كأس جزيرة مان السياحية. بدأ المنافسة في بطولة الجائزة الكبرى سنة 1977. أفضل موسم له كان موسم سنة 1977 عندما جاء في المركز الحادي عشر في بطولة العالم لفئة 250 سي سي.